# 中瀬インターチェンジ
中瀬インターチェンジ（なかせインターチェンジ）は、三重県伊賀市にある名阪国道のインターチェンジである。
亀山方面から伊賀市中心部への最寄りICである。名古屋方向入口の加速車線が短いため、死亡事故などが多い。

## 道路
- E25 名阪国道（13番）

## 接続する道路
- 国道163号

## 周辺
- ENEOS/ENEOSウイング Dr.Drive名阪中瀬インター店（ガソリンスタンド、24H）
- ENEOS中瀬インターTS（山文商事）（ガソリンスタンド、24H）
- 出光/宇佐美名阪中瀬インターSS（ガソリンスタンド、24H）
- SOLATOフルアンドセルフステーション中瀬（ガソリンスタンド、平日・土曜日7:00 - 20:00、日曜日・祝日8:00 - 19:00）
- コカ・コーラボトラーズジャパン 伊賀上野セールスセンター
- ムロオ 伊賀上野営業所

## 隣
E25 名阪国道
(12) 伊賀一之宮IC - (13) 中瀬IC - (14) 友生IC